# أليكس هارفي (مغني)
أليكس هارفي (بالإنجليزية: Alex Harvey)‏ هو مغني أمريكي، ولد في 10 مارس 1947.